# Róg Bractwa Kopaczy

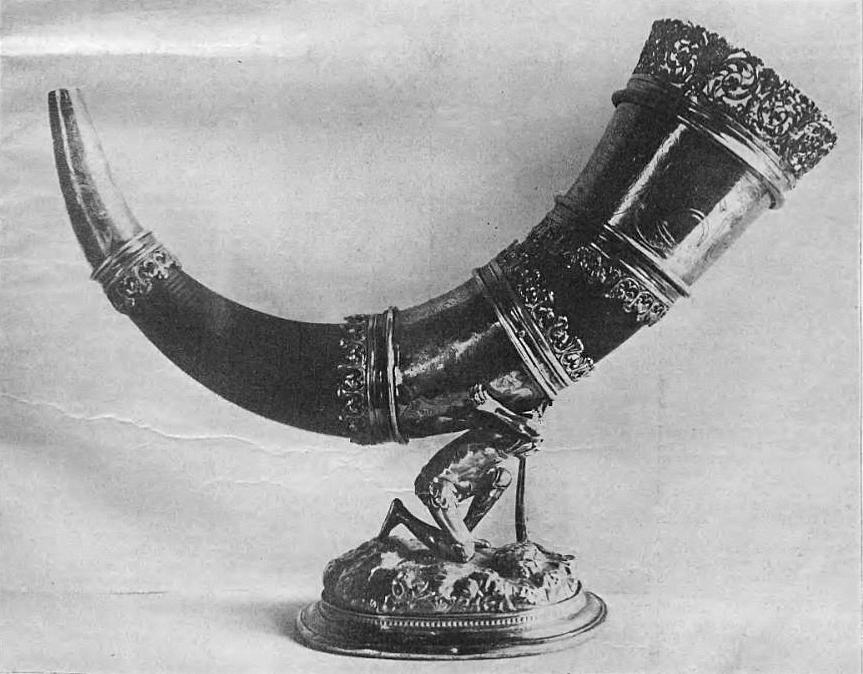
Róg Wielicki (1906)

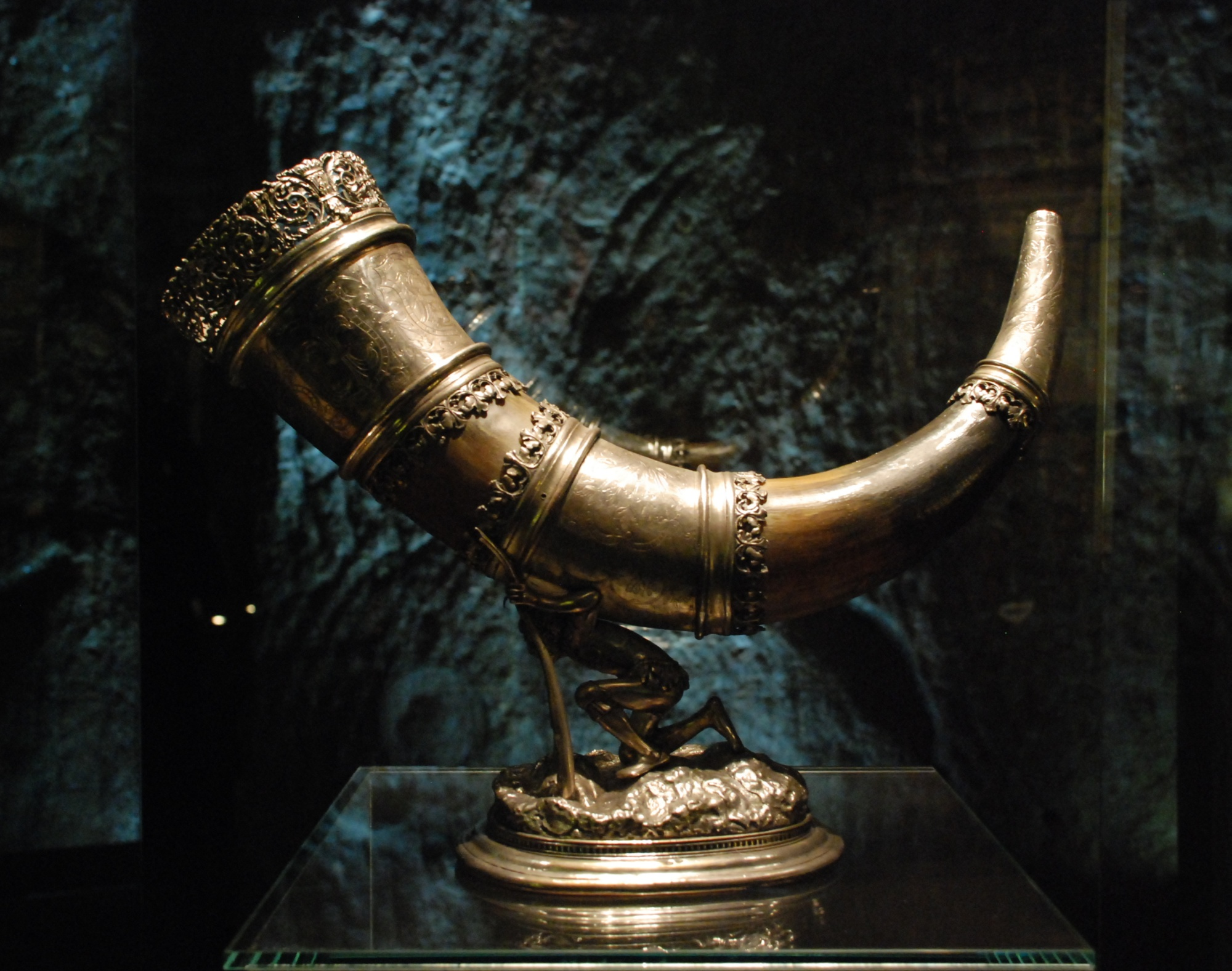
Róg Bractwa Kopaczy (2010)

Róg Bractwa Kopaczy, także róg wielicki – dzieło sztuki w formie rogu tura, przykład renesansowego rzemiosła artystycznego.
Róg wielickiego Bractwa Kopaczy pochodzi z 1534 roku, ufundował go ówczesny żupnik Seweryn Boner, a wykonał najprawdopodobniej znany norymberski złotnik Andrzej Dürer (autor nie jest bezspornie potwierdzony). To oryginalny róg tura, gatunek ten wyginął w XVII wieku. Ozdobiony jest trzema srebrnymi opaskami, na których zostały umieszczone: godło bractwa kopaczy wielickich (kilof, posułt i róg), herb króla Zygmunta Starego, jego żony królowej Bony oraz herby fundatorów Seweryna Bonera i jego żony Jadwigi z Kościeleckich. Róg dźwiga na swych barkach postać antycznego Herkulesa odzianego w pancerz i podpierającego się maczugą, to wyobrażenie wielickiego górnika. Róg Bractwa Kopaczy symbolizuje bowiem zarówno bogactwo wielickiej kopalni, jak i trud pracy tutejszych górników.
W latach 70. XIX wieku róg zaginął.  W latach 70. został lekkomyślnie sprzedany przez syna zarządcy kopalni, po czym trafił do antykwariusza Nataniela Rotszylda w Wiedniu i pozostawał w jego zbiorach archeologicznych. Tenże zobowiązał swoich spadkobierców, aby po jego śmierci (zmarł w 1905) zwrócili róg do Wieliczki. Zgodnie z ostatnią wolą róg powrócił do urzędu górniczego w Wieliczce, co nastąpiło w 1906.
Róg znajduje się obecnie w zbiorach Muzeum Żup Krakowskich Wieliczka, był też eksponowany w Wiedniu, Gandawie, Chicago, Filadelfii, Ottawie, Paryżu, Londynie, Niemczech oraz we Włoszech.